# Giuseppe Taglialatela
Giuseppe Taglialatela, detto Pino (Ischia, 2 gennaio 1969), è un dirigente sportivo, allenatore di calcio ed ex calciatore italiano, di ruolo portiere, attuale presidente dell'Ischia.

## Caratteristiche tecniche
Dotato di buoni riflessi, era molto abile nell'opporsi ai calci di rigore: in Serie A ha neutralizzato 13 rigori su 27,
media: 48,1%.

## Carriera

### Giocatore

#### Gli inizi: Ischia Isolaverde, Napoli e prestiti vari
Cresciuto calcisticamente prima al vivaio dell'Ischia Isolaverde, con la quale disputa fino al campionato Berretti collezionando anche qualche panchina nel Campionato Interregionale 1982-83, che vedrà gli isolani ottenere la prima storica promozione nelle categorie professioniste, ed appunto nel successivo campionato di Serie C2. Prosegue la trafila alle giovanili del Napoli, approdando in prima squadra nella stagione 1987-1988 da terzo portiere dietro Claudio Garella e Raffaele Di Fusco; racimola solo qualche panchina. In seguito va in prestito al Palermo nella stagione 1988-1989 in Serie C1, poi all'Avellino in Serie B.
Nell'estate 1990 va al Napoli campione d'Italia da riserva di Giovanni Galli; ottiene 3 presenze, esordendo il 6 gennaio 1991 in Juventus-Napoli (1-0). Gli azzurri l'anno dopo lo cedono in prestito nuovamente al Palermo in Serie B. A fine stagione non torna in azzurro, in quanto Galli, ancora titolare degli azzurri, aveva preteso e ottenuto di non averlo più da secondo.
Nell'estate 1992 è ceduto in prestito alla Ternana neopromossa in Serie B; dopo un mese, complice la crisi societaria che non permetteva più il pagamento di ingaggi e cartellini, è rispedito al Napoli insieme ad altri acquisti. Tornato al Napoli, nel mercato di riparazione si trasferisce sempre in prestito al Bari, in Serie B.

#### Ritorno a Napoli

Taglialatela (a sinistra) e André Cruz al Napoli nella stagione 1995-1996

Ceduto Galli al Torino nell'estate 1993, il Napoli affidò la maglia da titolare a Taglialatela, che in maglia azzurra disputò cinque campionati di Serie A, venendo soprannominato Batman (celebri le maglie personalizzate dallo stesso portiere col simbolo del pipistrello) e offrendo un rendimento tale da essere accostato alla nazionale, in cui tuttavia non giocherà mai. Nel 1996-1997 sfiorò la conquista della Coppa Italia, persa contro il L.R. Vicenza.
L'anno successivo il Napoli dovette cedere, per esigenze di bilancio, giocatori di alto profilo come André Cruz, Alain Boghossian e Fabio Pecchia; il rendimento della squadra e del portiere calò e il Napoli retrocedette. L'anno successivo, in Serie B, Taglialatela giocò meno di mezzo campionato, lasciando il posto a Luca Mondini; indossò la fascia di capitano al suo ultimo anno azzurro.

#### Fiorentina, ultimi anni
Nel 1999 passò alla Fiorentina da vice di Francesco Toldo. In viola esordì in Champions League nella trasferta persa 2-0 col Valencia. Nella stagione successiva, sempre da riserva, vince la Coppa Italia. Nella stagione 2001-2002, culminata con la retrocessione dei viola, gioca la prima parte di campionato lasciando il posto ad Alexander Manninger. Successivamente passa al Siena e, dopo un anno di inattività, al Benevento in Serie C1. Conclude la carriera all'Avellino in Serie B nel 2006.

### Dopo il ritiro
Nel febbraio 2012 è diventato preparatore dei portieri dell'Ischia Isolaverde.  Nel 2012 è allenatore dell'Ischia.Tra il 2 luglio e il 28 ottobre 2014 è stato presidente della stessa società, per poi tornare a ricoprire per altre poche settimane il ruolo di allenatore dei portieri. Riprende la presidenza societaria durante l'agosto 2017, in preparazione della stagione 2017-2018 che vede la squadra gialloblù ricostituirsi dopo uno scioglimento, per poi dopo poche settimane riabbandonare il progetto. Dalla stagione 2018-2019 assume la carica di Coordinatore del Settore Giovanile della squadra ischitana, affiancando dalla successiva stagione 2020-2021 anche le cariche di Direttore Generale e preparatore del portieri del settore giovanile. Alla fine della stagione sportiva 2021-2022 si dimette dalle cariche societarie, ma nella stagione successiva 2022-2023 riprende ancora una volta la carica di presidente della squadra isolana che, sotto la guida di Enrico Buonocore, vince il proprio girone di Eccellenza.
Nel luglio del 2021 ha raccontato come la DC Comics, che edita i fumetti di Batman, lo abbia "attaccato" per l'uso improprio del suo logo.

## Palmarès

### Giocatore
- Campionato italiano: 1

Napoli: 1986-1987
- Coppa Italia: 2

Napoli: 1986-1987
Fiorentina: 2000-2001
- Supercoppa italiana: 1

Napoli: 1990
- Campionato italiano di Serie B: 1

Siena: 2002-2003
- Campionato Interregionale: 1

Ischia Isolaverde: 1982-1983